# Kurt Baum
Kurt Baum (Praga, 15 marzo 1908 – New York, 27 dicembre 1989) è stato un tenore tedesco naturalizzato statunitense.

## Biografia
Kurt Baum nasce a Praga, dove trascorre l'infanzia e la prima adolescenza. Nel 1913, a seguito del padre, uomo d'affari, si trasferisce a Colonia, dove frequenta le scuole superiori e il college.
Nel 1927, su pressione del genitore, s'iscrive alla facoltà di medicina dell'Università di Praga, praticando nel frattempo diversi sport a livello dilettantistico (divenne campione nazionale amatoriale di boxe).
Nel 1930, durante una festa, canta una canzone popolare tedesca e un amico, ascoltandolo, ne riconosce le qualità vocali e lo spinge a dedicarsi alla musica. Baum abbandona l'università e frequenta la Hochschule für Musik di Berlino per tre anni, al termine dei quali vince a Vienna un concorso canoro, sbaragliando 700 concorrenti.
Il suo debutto avvenne in modo fortuito: un addetto dell'Opernhaus di Zurigo, presente alla competizione, rimane impressionato, scritturandolo per cantare nella prima assoluta di una nuova opera, Der Kreidekeis di Alexander Zemlinsky, andata in scena il 14 ottobre 1933.
Soggiorna per un certo tempo a Zurigo, cantando stabilmente in quel teatro in una varietà di ruoli lirici, accettando in seguito un contratto con la Deutsches Theater per cantare ruoli più impegnativi. Sentendo la necessità di approfondire gli studi, si reca prima a Milano, dove studia con Edoardo Gardin, successivamente frequenta un corso presso il Conservatorio Santa Cecilia di Roma.
Intraprende la carriera europea cantando a Parigi, Vienna, Salisburgo, Budapest e Montecarlo, dove è notato dal direttore della Civic Opera House di Chicago che lo scrittura per tre stagioni consecutive: Baum debutta quindi negli Stati Uniti il 2 novembre 1939 come Radamès nell'Aida, interpretando in seguito anche Don José e Manrico.
Nel 1941 debutta al Metropolitan Opera di New York nel piccolo ruolo del cantore italiano nel Rosenkavalier di Strauss, due anni dopo è la volta di un ruolo protagonistico: Don Alvaro nella Forza del destino, il suo ruolo preferito.
Nel 1945 ritorna in Europa, dove debutta al Teatro alla Scala, cantando in seguito nelle maggiori città. La sua attività e però quasi esclusivamente circoscritta al Metropolitan, dove canta fino al 1966, anno in cui si ritira dalle scene, dedicandosi in seguito saltuariamente all'attività concertistica.
È morto al St. Claire Hospital di Manhattan all'età di 89 anni; la causa del decesso non è stata resa nota.

## Vocalità e personalità interpretativa
Dotato di una voce scura, calda e pastosa, robusta e sorretta da una buona preparazione tecnica, si è imposto più per la capacità di emettere acuti di notevole sonorità che per le doti interpretative, alquanto discontinue: le sue prestazioni, infatti, non erano mai equilibrate, passando da una palese monotonia e superficialità di fraseggio a momenti elettrizzanti.
È stato criticato anche per l'intonazione approssimativa, tuttavia ha posseduto una straordinaria longevità vocale che gli ha consentito di mantenere intatta la sua voce fino alla fine.

## Repertorio
- Vincenzo Bellini
  - Norma (Pollione)
- Alban Berg
  - Wozzeck (Tambourmajor)
- Georges Bizet
  - Carmen (Don José)
- Umberto Giordano
  - Andrea Chénier (Andrea Chénier)
- Ruggero Leoncavallo
  - Pagliacci (Canio)
- Modest Petrovič Musorgskij
  - Boris Godunov (Grigorij)
- Amilcare Ponchielli
  - La Gioconda (Enzo Grimaldo)
- Giacomo Puccini
  - Manon Lescaut (Des Grieux)
  - Tosca (Mario Cavaradossi)
- Camille Saint-Saëns
  - Samson et Dalila (Samson)
- Richard Strauss
  - Der Rosenkavalier (Ein italienisch Sänger)
- Giuseppe Verdi
  - Il trovatore (Manrico)
  - La forza del destino (Don Alvaro)
  - Aida  (Radamès)
- Richard Wagner
  - Lohengrin (Lohengrin)
  - Das Rheingold (Froh)
  - Die Meistersinger von Nürnberg (Walther von Stolzing)
- Alexander Zemlinsky
  - Der Kreidekeis (Pao)

## Discografia
| Anno | Titolo | Cast                                              | Direttore Orchestra e Coro                               | Luogo e data di registrazione      |
| ---- | ------ | ------------------------------------------------- | -------------------------------------------------------- | ---------------------------------- |
| 1950 | Norma  | Maria Callas, Giulietta Simionato, Nicola Moscona | Guido Picco Orchestra e Coro del Palacio de Bellas Artes | Palacio de Bellas Artes, 23 maggio |
|      | Aida   | Maria Callas, Giulietta Simionato, Robert Weede   | Guido Picco Orchestra e Coro del Palacio de Bellas Artes | Palacio de Bellas Artes, 30 maggio |

- Berg: Wozzeck (Live) - Hermann Uhde/Eleanor Steber/Kurt Baum/Karl Donch/Charles Anthony/Paul Franke/Metropolitan Opera Chorus & Orchestra/Karl Böhm, Walhall
- Bizet: Carmen - George Cehanovsky/Rosalind Elias/Clifford Harvuot/Paul Fanke/Margaret Roggero/Lucine Amara/Metropolitan Opera Orchestra and Chorus/Heidi Krall/Max Rudolf/Walter Casel/Kurt Baum, Global Village
- Leoncavallo: Pagliacci (Live) - Lucine Amara/Kurt Baum/Fausto Cleva/Metropolitan Opera Orchestra, Walhall
- Strauss R: Der Rosenkavalier (Live Recording in New York 14.12.1946) - Metropolitan Opera Orchestra/Fritz Busch, Walhall/Archipel
- Verdi: Il trovatore (Live) - Zinka Milanov/Kurt Baum/Nell Rankin/Leonard Warren/Fausto Cleva/Metropolitan Opera Chorus & Orchestra, Walhall
- Kurt Baum in Famous Tenor Arias, 2013 Global Village
- Il mito dell'opera: Kurt Baum, 2013 Bongiovanni